# Connection (canción de The Rolling Stones)
«Connection» —en español: «Conexión»— es una canción de la banda de rock británica The Rolling Stones. Fue publicada por primera vez en su álbum Between the Buttons de 1967. 
Fue escrita por Mick Jagger y Keith Richards y cantada por ambos, porque Brian Jones fue arrestado por la policía por tenencia de drogas. Se dice la canción trata sobre las largas horas que la banda pasaba en los aeropuertos. Aunque nunca fue lanzado como sencillo, es una canción popular. La canción en sí se basa en una progresión de acordes muy sencilla con un patrón de batería repetitivo.
Fue grabada entre el 3 y el 11 de agosto de 1966, en los estudios RCA de Los Ángeles, Estados Unidos. Fue producida, al igual que todas las pisas del disco, por Andrew Loog Oldham.
La canción fue interpretada por Richards durante su gira como solista en 1988, durante la gira Voodoo Lounge Tour y durante A Bigger Bang Tour en América del Norte en 2006. «Connection» también se utiliza en la banda sonora de la película Shine a Light de Martin Scorsese.

## Personal
Acreditados:
- Mick Jagger: voz, palmas, bombo
- Keith Richards: guitarras, coros
- Brian Jones: pandereta, palmas, pedalero
- Bill Wyman: bajo, palmas
- Charlie Watts: batería
- Jack Nitzsche: piano